# ۱۶۹۱ (میلادی)
۱۶۹۱ (میلادی) هزار و ششصد و نود و یکمین سال تقویم میلادی است.

## مناسبت‌ها
جادوگران سلیم.

## زادگان
- ۲۵ اوت – آلساندرو گالیله، معمار ایتالیایی (د. ۱۷۳۶)

## درگذشتگان
- ۱ فوریه – الکساندر هشتم، کشیش ایتالیایی (ز. ۱۶۱۰)